# Natural Another One
《Natural Another One》是由FC03於2003年9月26日發售的調教冒險類型成人遊戲，Natural系列的作品之一。

## 故事
風早薫與未婚妻牧瀬遥約會從旅館出來的時候，碰巧被湖川水緒目擊到。暗戀薫的水緒便在隔天向薫告白，但是薫卻要求她成為自己的奴隸，水緒答應後兩人便開始了同居生活。

## 角色
風早薫
本作的男主角。補習班的世界歷史講師。有施虐癖但未婚妻無法滿足他所以希望能有個奴隸。
湖川水緒（聲優：成瀨未亞）
身高：155cm，體重：38kg，三圍：79/55/81，生日：2月6日
本作的女主角。補習班的成績優秀女學生。由於很喜歡薫，為了能得到薫的愛而接受他的要求。
牧瀨遙（聲優：YUKI）
身高：164cm，體重：43kg，三圍：87/54/80，生日：9月26日
薫的未婚妻。兩人正式交往一年以上但只有到接吻階段，有受虐癖但卻隱瞞著。

## 主題曲
主題曲「FANTASTIC KISS」是由オハラジョウジ擔任作曲，カンナユリ擔任作詞和主唱。

## 外部連結
- 官方網站 （页面存档备份，存于）（日語）